# La Conférence des oiseaux
 (février 2023).

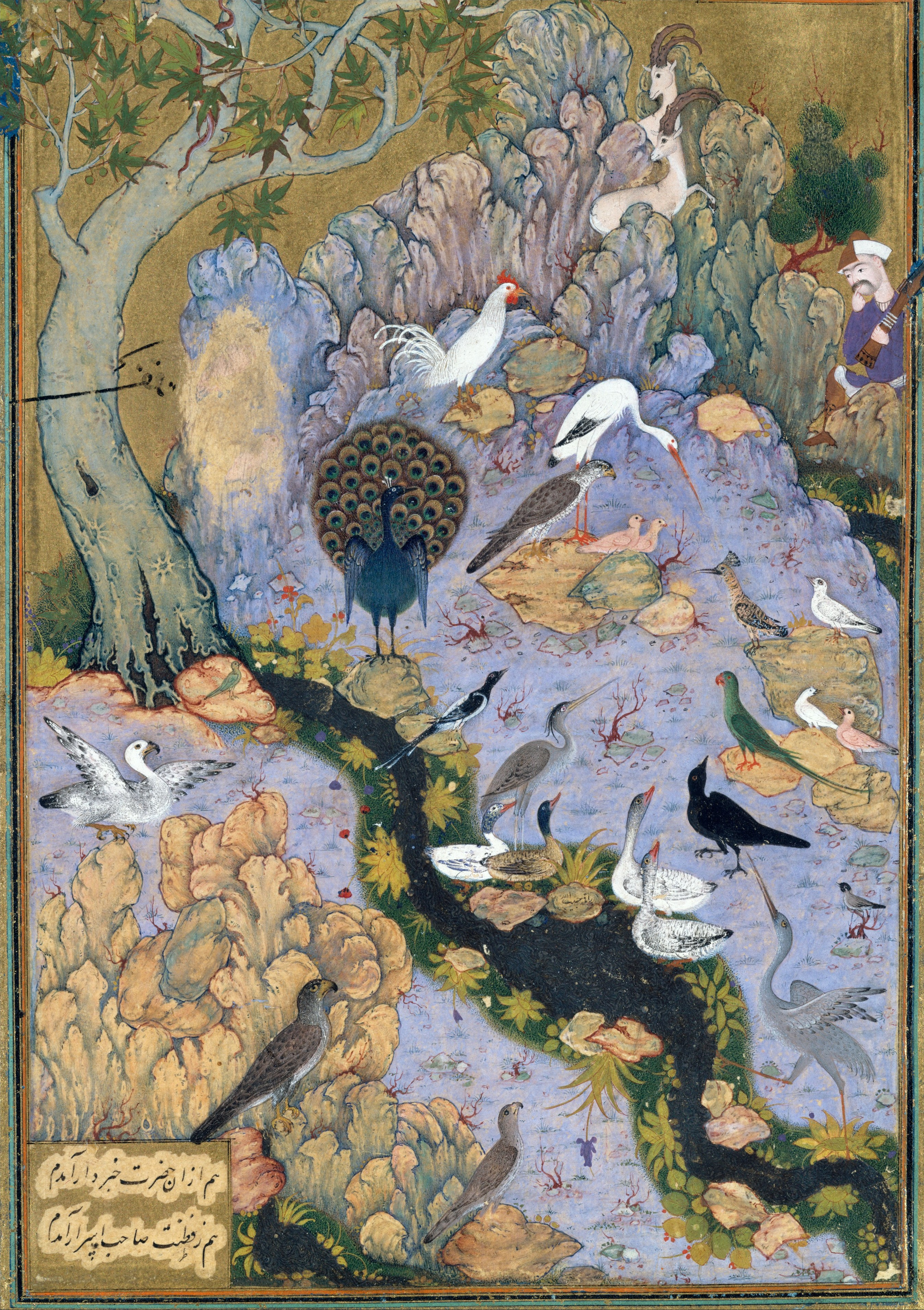
La Conférence des oiseaux peinte par Habib Allah.

La Conférence des oiseaux (en persan : منطق الطیر, Mantiq at-Tayr) est un grand poème  en persan écrit par le poète soufi Farid al-Din Attar en 1177. Cette allégorie masnavi d'un maître soufi conduisant ses élèves à l'illumination est constituée d'environ 4 500 distiques, et son auteur aurait déclaré[réf. souhaitée] : « Chercheur de vérité, ne prends pas cet ouvrage pour le songe éthéré d’un imaginatif. Seul le souci d’amour a conduit ma main droite […] »

## Le titre
Le titre Mantiq at-Tayr est coranique, et vient de la sourate 27:16 (à quoi on peut ajouter le verset 20): 

« 16: Salomon hérita de David et il dit : "Ô vous les hommes ! On nous a appris le langage des oiseaux (mantiq at-tayr), nous avons été comblés de tous les biens : voilà, vraiment, une grâce manifeste.
20: Salomon passa en revue les oiseaux, puis il dit : "Pourquoi n'ai-je pas vu la huppe? serait-elle absente ?" (Traduction Denise Masson) »

## L'histoire
La Conférence des oiseaux raconte l'histoire d'un groupe d'oiseaux pèlerins partant, sous la conduite d'une huppe fasciée, à la recherche du Simurgh, leur roi, et relate leurs hésitations et incertitudes durant ce voyage.
À l'instar d'autres récits orientaux, le récit est émaillé de contes, d'anecdotes, de paroles de saints et de fous qui les accompagnent. Un à un, ils abandonnent le voyage, chacun offrant une excuse, incapable de supporter le voyage. Chaque oiseau symbolise un comportement ou une faute. La tête de file est la huppe, le rossignol symbolise l'amant. Le perroquet est à la recherche de la fontaine de l'immortalité, et non pas de Dieu. Le paon symbolise les « âmes perdues » qui ont fait alliance avec Satan.
Les oiseaux doivent traverser sept vallées pour trouver Simurgh, qui sont autant d'étapes par lesquelles les soufis doivent passer pour atteindre la vraie nature de Dieu : Talab (recherche, demande) ; Ishq (amour) ; Ma'refat (connaissance) ; Isteghnâ (détachement - se suffire à soi-même) ; Tawhid (unicité de Dieu) ; Hayrat (stupéfaction) ; Faqr et Fana (pauvreté et extinction de l'ego).
Comme les oiseaux réalisent la vérité, ils doivent ensuite se rendre à la station de Baqa (subsistance de l'homme en Dieu — fait suite fana) qui se situe au sommet du mont Qaf (en). À la fin de leur quête, ils découvrent leur « moi profond » (jeu de mots sur Simorgh signifiant également « trente oiseaux »).

## Galerie
Les images ci-dessous proviennent du Folio d'un manuscrit illustré daté d'environ 1600, par Habiballah de Sava (actif vers 1590-1610). Encre, aquarelle opaque, or et argent sur papier, dimensions 25,4 × 11,4 cm. Metropolitan Museum of Art, New York.

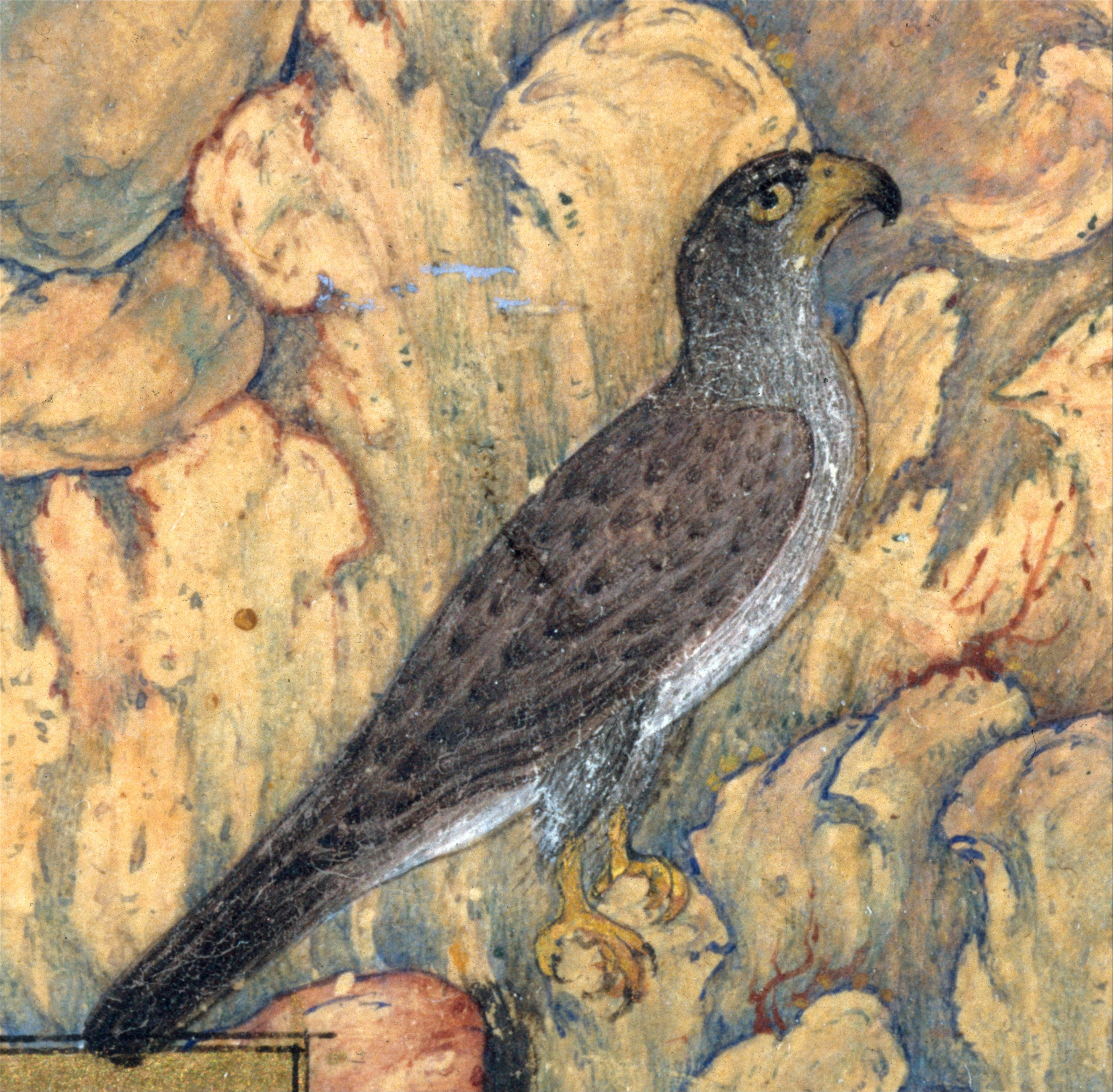
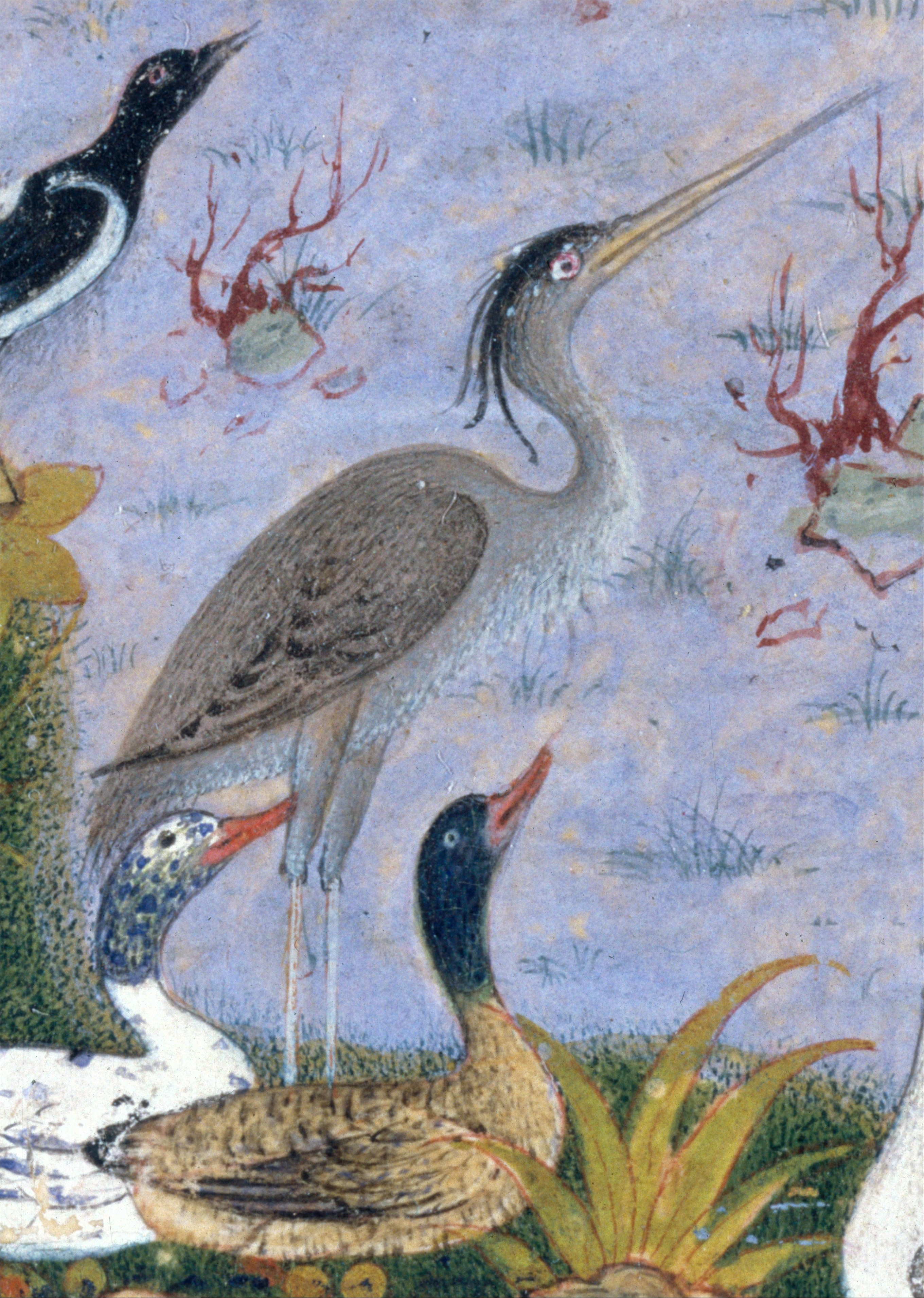
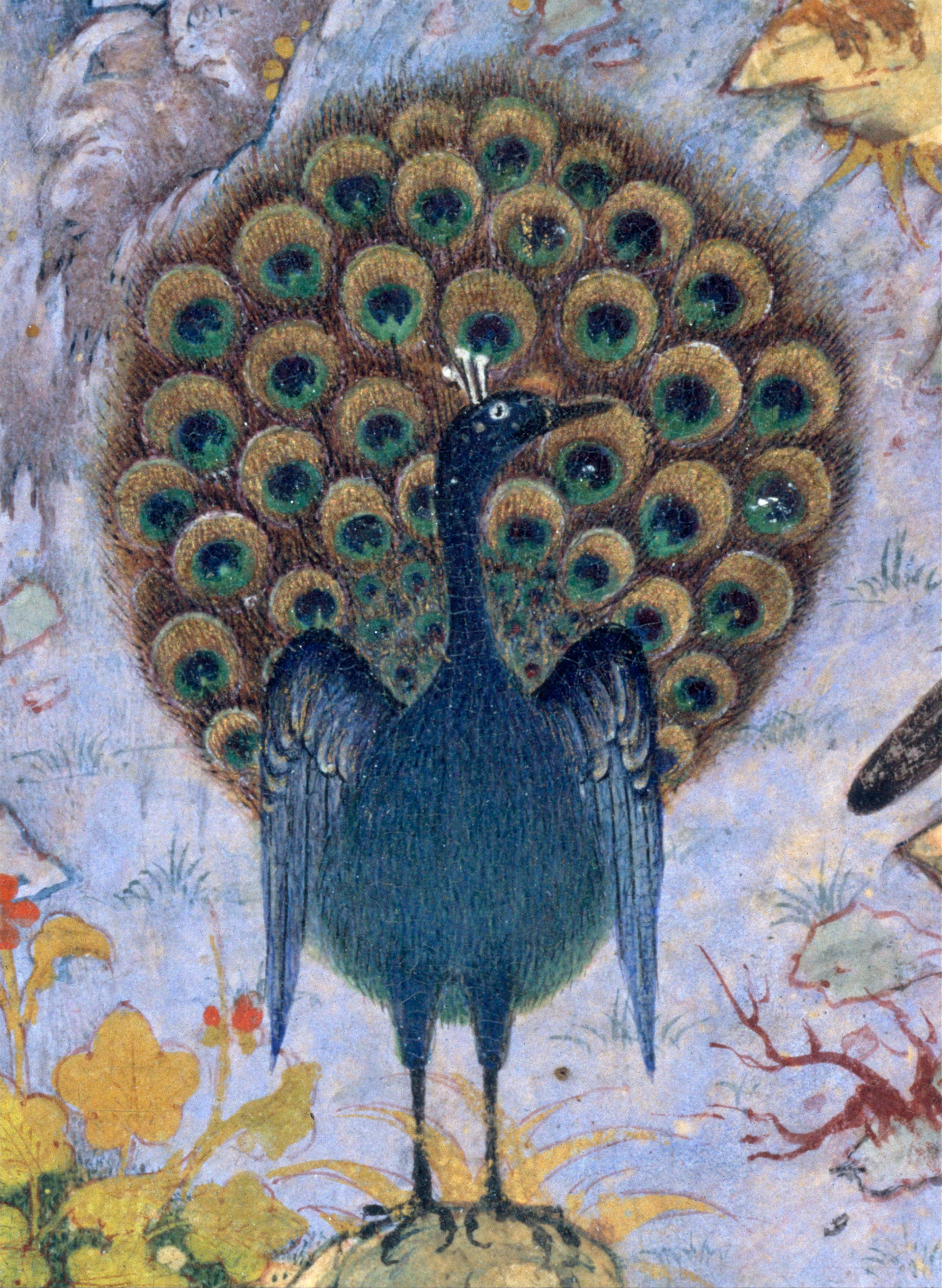

## Interprétations et contextes politiques

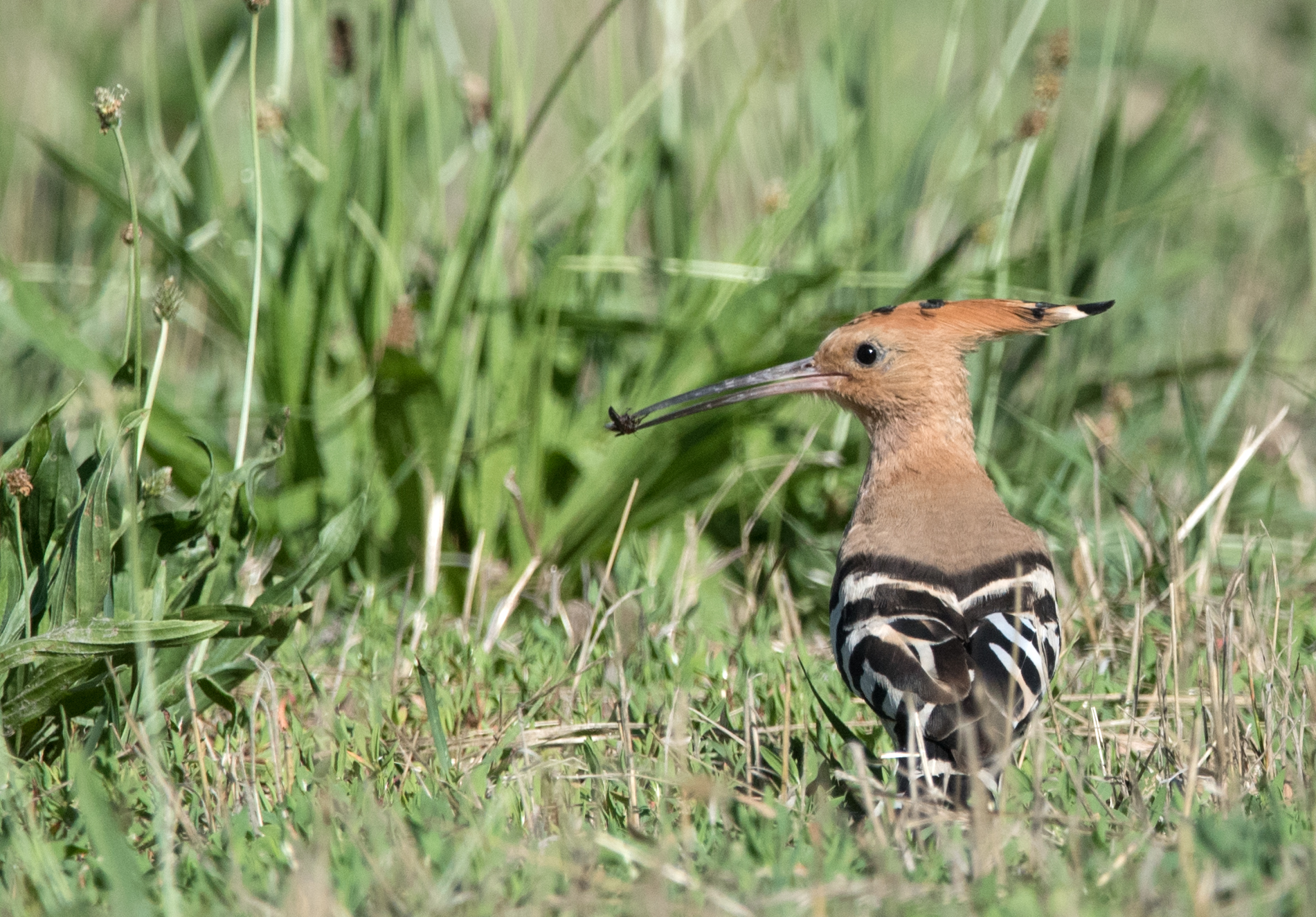
Une huppe fasciée (Upupa epops).
Cet oiseau est une source d'inspiration et de représentation pour ce poème.

Attar expose aux lecteurs, par de nombreux textes courts, poétiques la doctrine soufie selon laquelle Dieu n'est pas extérieur ou en dehors de l'univers. Il est plutôt la totalité de l'existence. L'oiseau est le symbole de celui qui est capable de quitter la terre ferme vers le ciel, puis d'y revenir. Même si cette révélation est apparemment analogue à la notion occidentale du panthéisme, l'idée de Dieu transcendant en est une idée intrinsèque à la plupart des interprétations du soufisme, qui remonte aux racines de l'islam et peut être trouvée à travers le Coran.
Les soufis craignaient toujours la condamnation des penseurs sunnites qui assimileraient le mysticisme soufi à toute idée de fusion mystique entre l’homme et Dieu. L'oiseau revenant sur terre est le symbole de la trilogie Qaf-Tuba-Simorg : Qaf est la montagne, douée de capacité de réaction à la détérioration par les hommes et de mouvements ; Tuba est la niche écologique de l'être humain, retour nécessaire vers une prise de conscience de son environnement ; Simorg est l'oiseau royal par lequel la vie continue sur Terre, symbole des êtres aériens ailés, anges ou élévations.
L'oiseau symbolise l'homme, imparfait, capable de s'élever spirituellement mais devant revenir aux choses matérielles.

## Éditions

### En français
- La Poésie philosophique et religieuse chez les Persans. Le Langage des oiseaux, traduction intégrale et analyse orientaliste du milieu du XIXe siècle par Garcin de Tassy ; rééd., Albin Michel, 1996, sous le titre Le Langage des oiseaux.
  - Manuscrit de Garcin de Tassy numérisé à la BnF.
- La Conférence des oiseaux, adaptation Henri Gougaud, Paris, Seuil, 2002.
- Le Langage des oiseaux — Manteq ut-Tayr, introduction, nouvelle traduction intégrale versifiée et annotations de Manijeh Nouri, préface de Mohammad Reza Shafiei-Kadkani, Paris, Cerf, 2012, 505 p.
- Le Cantique des oiseaux d'‘Attâr illustré par la peinture en Islam d'orient, traduction intégrale versifiée par Leili Anvar, commentaires iconographiques (miniatures persanes) de Michael Barry, Paris, éd. Diane de Selliers, 2012.

### En anglais
- (en) The Conference of The Birds - Mantiq Ut-Tair, trad. par Charles Stanley Nott, 1re édition 1954 par The Janus Press, Londres ; rééd. Routledge and Kegan Paul Ltd, 1961  (ISBN 0-7100-1032-X).
- (en) Conference of the Birds: A Seeker's Journey to God, introduction d'Andrew Harvey, trad. R.P. Masani, Boston, Peter Weiser Books, 2001  (ISBN 1-57863-246-3).

### Études
- (en) Hellmut Ritter (trad. de l'allemand par John O'Kane), The Ocean of the Soul. Men, the World and God in the Stories of Farīd al-Dīn ‘Aṭṭār [« Das Meer der Seele. Mensch, Welt und Gott in den Geschichten des Farīduddīn ʿAṭṭār »], Leide, Brill, 2003 (1re éd. 1958), 844 p. (ISBN 978-9-004-12068-6)

### Adaptations et œuvres inspirées par Attar

#### Livres
- Mohammed Dib, Simorgh, Paris, Albin Michel, 2003.
- Alejandro Jodorowsky, La Sagesse des contes, Paris, Albin Michel, 1997 ; rééd. 2007 (reprend certaines histoires du livre d'Attar).
- Peter Sís, La Conférences des oiseaux, trad. de l'anglais par Jacob Bromberg, ill. Marine Ninaud, Paris, La Martinière (album jeunesse) — Prix Hans-Christian-Andersen 2012.
- Elisa Villebrun, La Révélation du phénix, Bordeaux, éd. Le Verger des Hespérides, 2021, 570 p.

#### Arts de la scène, théâtre
- Peter Brook et Jean-Claude Carrière, La Conférence des oiseaux, éd. Centre international des créations théâtrales 1979 ; rééd. Albin Michel, 2008.
- Symorgh, conte lyrique et philosophique, Yves Guicherd (musique), Nathalie Labry et Gérard-Henry Borlant (livret), Paris, théâtre Passage vers les Étoiles, 2013.
- (ar) La Conférence des oiseaux, adaptation théâtrale en arabe classique par Naoufel Azara, Tunisie, 2020 ; présentation sur presse.tn, 25 février 2020 [lire en ligne (page consultée le 2 février 2023)].
- Didier Kowarsky, SiMorgh : Trente oiseaux, 2019, spectacle pour adultes et enfants [présentation en ligne].

#### Musique
- La Conférence des oiseaux est un morceau du quartet de jazz de Dave Holland.

### Radio
- « La contemplation comme voie spirituelle avec Michael Barry », sur France Culture, 9 décembre 2012 [écouter en ligne (page consultée le 2 février 2023)]. Frédéric Lenoir interviewe Leili Anvar et Michael Barry. Anvar justifie la substitution de « cantique » à « conférence » par la référence au Cantique des Cantiques, traditionnellement attribué à Salomon, puisque l'un et l'autre texte sont une allégorie de la recherche mystique.
- Émission sur Radio France